# CCCF-kampioenschap 1957
Het CCCF-kampioenschap 1957 is het 8e toernooi van het CCCF-kampioenschap. Het toernooi werd gehouden van 11 augustus tot en met 25 augustus 1957 en werd gespeeld op Curaçao op de Nederlandse Antillen. Haïti won het toernooi voor de eerste keer. Costa Rica trok zich vanwege financiële redenen terug. Ook Guatemala trok zich voor het begin van het toernooi terug vanwege de situatie in het land nadat Carlos Castillo Armas werd vermoord. Haïti won het toernooi door alle wedstrijden winnend af te sluiten en zo eerste te eindigen in de poule achter Curaçao. Honduras werd derde.

## Eindstand
| Plaats | Team     | Gsp. | W | G | V | DV | DT | DS  | Ptn |
| ------ | -------- | ---- | - | - | - | -- | -- | --- | --- |
| 1      | Haïti    | 4    | 4 | 0 | 0 | 14 | 4  | 10  | 8   |
| 2      | Curaçao  | 4    | 2 | 1 | 1 | 7  | 4  | 3   | 5   |
| 3      | Honduras | 4    | 2 | 1 | 1 | 6  | 4  | 2   | 5   |
| 4      | Panama   | 4    | 1 | 0 | 3 | 3  | 8  | –5  | 2   |
| 5      | Cuba     | 4    | 0 | 0 | 4 | 1  | 11 | –10 | 0   |

## Wedstrijden
|                                     |                               |       |                     |                                                           |
| 11 augustus 1957 «onderlinge duels» | Honduras                      | 2 – 1 | Panama              | Rifstadion, Willemstad Scheidsrechter: Vincenzo Orlandini |
| 11 augustus 1957 «onderlinge duels» | Fernando 'Tata' Zelaya 9' 42' |       | Pablo Rodríguez 85' | Rifstadion, Willemstad Scheidsrechter: Vincenzo Orlandini |

|                  |                                         |       |                                        |                                                     |
| 13 augustus 1957 | Haïti                                   | 3 – 1 | Curaçao                                | Rifstadion, Willemstad Scheidsrechter: Arthur Ellis |
| 13 augustus 1957 | Charles Fenol 27' 72' Antoine Tassy 55' |       | Francisco Romualdo 'Shon Ma' Gómez 85' | Rifstadion, Willemstad Scheidsrechter: Arthur Ellis |

|                                     |                  |       |      |                                                         |
| 14 augustus 1957 «onderlinge duels» | Panama           | 1 – 0 | Cuba | Rifstadion, Willemstad Scheidsrechter: Juan Gardeazabal |
| 14 augustus 1957 «onderlinge duels» | Jorge Deanes 83' |       |      | Rifstadion, Willemstad Scheidsrechter: Juan Gardeazabal |

|                                     |                                     |       |                              |                                                           |
| 16 augustus 1957 «onderlinge duels» | Haïti                               | 2 – 1 | Honduras                     | Rifstadion, Willemstad Scheidsrechter: Vincenzo Orlandini |
| 16 augustus 1957 «onderlinge duels» | Charles Fenol 20' Antoine Tassy 40' |       | Carlos 'Calistrín' Suazo 29' | Rifstadion, Willemstad Scheidsrechter: Vincenzo Orlandini |

|                  |                                                      |       |      |                                                     |
| 18 augustus 1957 | Curaçao                                              | 2 – 0 | Cuba | Rifstadion, Willemstad Scheidsrechter: Arthur Ellis |
| 18 augustus 1957 | Hubert 'Ibi' Schoop 27' Ronald 'Angua' de Lannoy 44' |       |      | Rifstadion, Willemstad Scheidsrechter: Arthur Ellis |

|                                     |                                                |       |                  |                                                         |
| 19 augustus 1957 «onderlinge duels» | Haïti                                          | 3 – 1 | Panama           | Rifstadion, Willemstad Scheidsrechter: Juan Gardeazabal |
| 19 augustus 1957 «onderlinge duels» | Charles Fenol 23' 57' Pierre Roc 'Yaboute' 83' |       | Jorge Deanes 22' | Rifstadion, Willemstad Scheidsrechter: Juan Gardeazabal |

|                                     |                                              |       |      |                                                           |
| 21 augustus 1957 «onderlinge duels» | Honduras                                     | 2 – 0 | Cuba | Rifstadion, Willemstad Scheidsrechter: Vincenzo Orlandini |
| 21 augustus 1957 «onderlinge duels» | Ronald Leaky 9' Carlos 'Calistrín' Suazo 67' |       |      | Rifstadion, Willemstad Scheidsrechter: Vincenzo Orlandini |

|                                     |                                                                           |       |        |                                                     |
| 21 augustus 1957 «onderlinge duels» | Curaçao                                                                   | 3 – 0 | Panama | Rifstadion, Willemstad Scheidsrechter: Arthur Ellis |
| 21 augustus 1957 «onderlinge duels» | H. 'Boy' Sambo 40' Jossy Bibiana 55' Wilfred Modesto 'Fèfè' de Lannoy 72' |       |        | Rifstadion, Willemstad Scheidsrechter: Arthur Ellis |

|                                     |                                                                                |       |                    |                                                         |
| 23 augustus 1957 «onderlinge duels» | Haïti                                                                          | 6 – 1 | Cuba               | Rifstadion, Willemstad Scheidsrechter: Juan Gardeazabal |
| 23 augustus 1957 «onderlinge duels» | Charles Fenol 1' 47' 72' Antoine Tassy 24' André Bovil 60' Gérard Delpeche 87' |       | Genaro Carmona 80' | Rifstadion, Willemstad Scheidsrechter: Juan Gardeazabal |

|                  |                     |       |                                  |                                                           |
| 25 augustus 1957 | Curaçao             | 1 – 1 | Honduras                         | Rifstadion, Willemstad Scheidsrechter: Vincenzo Orlandini |
| 25 augustus 1957 | Wilhelm Canword 16' |       | Rodolfo Ramírez 'Popo' Godoy 69' | Rifstadion, Willemstad Scheidsrechter: Vincenzo Orlandini |

| Winnaar CCCF-kampioenschap 1957 |
| ------------------------------- |
|                                 |
| HAÏTI 1e titel                  |